# Brownsdale
Brownsdale és una població dels Estats Units a l'estat de Minnesota. Segons el cens del 2000 tenia 718 habitants.

## Demografia
Segons el cens del 2000, Brownsdale tenia 718 habitants, 290 habitatges, i 198 famílies. La densitat de població era de 602,7 habitants per km².
Dels 290 habitatges en un 30,7% hi vivien nens de menys de 18 anys, en un 55,9% hi vivien parelles casades, en un 8,3% dones solteres, i en un 31,7% no eren unitats familiars. En el 26,9% dels habitatges hi vivien persones soles el 13,4% de les quals corresponia a persones de 65 anys o més que vivien soles. El nombre mitjà de persones vivint en cada habitatge era de 2,48 i el nombre mitjà de persones que vivien en cada família era de 2,97.
Per edats la població es repartia de la següent manera: un 26,3% tenia menys de 18 anys, un 8,9% entre 18 i 24, un 26% entre 25 i 44, un 20,8% de 45 a 60 i un 18% 65 anys o més.
L'edat mediana era de 37 anys. Per cada 100 dones de 18 o més anys hi havia 98,9 homes.
La renda mediana per habitatge era de 32.857 $ i la renda mediana per família de 43.864 $. Els homes tenien una renda mediana de 31.842 $ mentre que les dones 22.031 $. La renda per capita de la població era de 15.778 $. Entorn del 4,5% de les famílies i el 7,4% de la població estaven per davall del llindar de pobresa.

## Poblacions més properes
El següent diagrama mostra les poblacions més properes.